# Friedrich Nonhoff
Friedrich Nonhoff (* 1903; † 1974) war ein deutscher Ministerialbeamter.

## Leben
Nonhoff war zwischen 1930 und 1945 beim Reichskommissar für die Osthilfe und im Reichsministerium für Ernährung und Landwirtschaft tätig.
Nonhoff war seit 1933 Mitglied der NSDAP.
Als Oberregierungsrat im Reichsministerium für Landwirtschaft war er an der Enteignung jüdischen Grundeigentums nach den Novemberpogromen 1938 („Arisierung“) beteiligt. Im Dezember 1938 veröffentlichte er im Wochenblatt der Landesbauernschaft Westfalen einen ausführlichen Artikel mit der Überschrift „Kein landwirtschaftlicher Besitz in jüdischer Hand – Die restlose Entfernung der Juden aus der Landwirtschaft“. Darin stellte Nonhoff die Verordnung über den Einsatz des jüdischen Vermögens vor, die unmittelbar nach dem Novemberpogrom 1938 erlassen worden war. Laut Nonhoff gewährleiste die Verordnung „eine geordnete und planmäßige Entfernung der deutschen Juden aus der deutschen Wirtschaft allgemein wie auch (aus) der Landwirtschaft im Besonderen“. Denn: „Auch umfangreicher landwirtschaftlicher Grund und Boden, und nicht der schlechteste, steht in verschiedenen Gebieten auch heute noch in jüdischem Eigentum.“ Ohne die Verordnung wäre „in absehbarer Zeit keine vollständige Entfernung der Juden von der deutschen Scholle möglich gewesen“. Nonhoff kündigte an, dass das enteignete Grundeigentum „nur der deutsche Volksgenosse“ erwerben könne.
Ab 1946 übernahm Friedrich Nonhof Aufgaben im Zentralamt für Ernährung und Landwirtschaft in der Britischen Zone, ab 1948, nach Gründung der Bizone, in der Verwaltung für Ernährung, Landwirtschaft und Forsten des Vereinigten Wirtschaftsgebiets.
1950 ging er in das neu errichtete Bundesministerium für Ernährung, Landwirtschaft und Forsten. Dort war er von 1950 bis 1958 Leiter des Referats IV 2, ab 1953 IV A 2 (Agrarrecht), von 1953 bis 1958 zusätzlich Leiter der Unterabteilung IV A (Agrar- und Bodenrecht) sowie von 1958 bis 1968 Leiter der Abteilung IV (Agrarwesen). 1968 trat er im Amt eines Ministerialdirektors in den Ruhestand.
Seit 1922 war er Mitglied der katholischen Studentenverbindung KDStV Sauerlandia Münster.

## Ehrungen
- 1968: Großes Verdienstkreuz mit Stern der Bundesrepublik Deutschland